# اکوزولو، سابوک
اکوزولو، سابوک (به لاتین: Akkuzulu, Çubuk) یک منطقهٔ مسکونی در ترکیه است که در استان آنکارا واقع شده‌است.